# 三郷中央総合病院
三郷中央総合病院（みさとちゅうおうそうごうびょういん）は、埼玉県三郷市にある病院。中央医科グループ。

## 沿革
- 1986年（昭和61年）4月 - 三郷病院として開院。
- 1988年（昭和63年）2月 - 三郷順心病院に改称。
- 1999年（平成11年）6月 - 三郷順心総合病院に改称。
- 2007年（平成19年）4月 - 三郷中央総合病院に改称。
- 2017年（平成29年）4月 - 許可病床数を一般病床289床に減床する。

## 診療科
- 内科
- 糖尿病・内分泌内科
- 腎臓内科
- 循環器センター
  - 循環器内科
  - 心臓血管外科
- 外科
- 消化器外科
- 脳神経外科
- 整形外科
- 泌尿器科
- 眼科
- 耳鼻咽喉科
- 麻酔科
- 皮膚科
- リハビリテーション科

## アクセス
- つくばエクスプレス三郷中央駅から徒歩8分。